# سییاپرلاتا
سییاپرلاتا (به اسپانیایی: Cillaperlata) یک شهرستان در اسپانیا است.